# Lírio Ferreira
Lírio Ferreira (Recife, 1 de março de 1965) é um cineasta brasileiro. 

## Filmografia
- 2016 - Fim do Mundo (série)
- 2014 - Sangue Azul
- 2011 - A Espiritualidade e a Sinuca (telefilme)
- 2009 - O Homem que Engarrafava Nuvens (documentário)
- 2007 - Cartola - Música para os Olhos (documentário)
- 2005 - Árido Movie
- 2000 - Assombrações do Recife Velho (curta-metragem)
- 1997 - Baile Perfumado
- 1995 - That`s a Lero-Lero (curta-metragem)
- 1994 - O Crime da Imagem (curta-metragem)